# 豪族 (日本)
豪族，是指日本地方上有势力的世家大族。日本的豪族曾被天皇赐姓，他们在飛鳥时代前在地方势力很大。如吉備与筑紫磐井。他们多数有大和王权赐田倉与部民。他们在大和朝廷早期实力很大可废立天皇，如吉備氏与苏我氏。大化革新目的之一是废除他们特权。
他们中势力較大的是國造与國司。

## 另見
- 土豪